# Пан Володијовски
Пан Володијовски је историјски роман нобеловца Хенрика Сјенкјевича, завршни део Сјенкјевичеве Трилогије, која описује историју Државне заједнице Пољске и Литваније у 17. веку.

## Историја
Роман је објављен 1888, по речима аутора, "да охрабри срца" Пољака након подела Пољске крајем 18. века.

## Тема
Роман се дешава у Пољској и Украјини од 1668. до 1672, током Пољско-османског рата (1672-1676).
Први део романа дешава се у Варшави 1668. у време избора Михала Вишњовецког (син кнеза Јеремије из "Огњем и мачем") за краља и описује доживљаје пуковника Михала Володијевског: од преране смрти његове жене Ане, преко одласка у манастир, интервенције пана Заглобе и друге женидбе са Барбаром ("Басјом"). Други део романа дешава се у Украјини 1672. и описује борбе пана Володијевског против Татара, његову брачну срећу и погибију у одбрани тврђаве Камењец од Турака. 
Док претходни делови Трилогије описују издаје и грађанске ратове, овај роман велича верску толеранцију (католика, православних и муслимана), братство и солидарност свих народа Пољско-Литванске уније: Пољака, Литванаца, украјинских козака и литванских Татара.

## Екранизација
Пољски филм "Пан Володијовски" снимљен је 1969. године.